# Benji (Sänger)

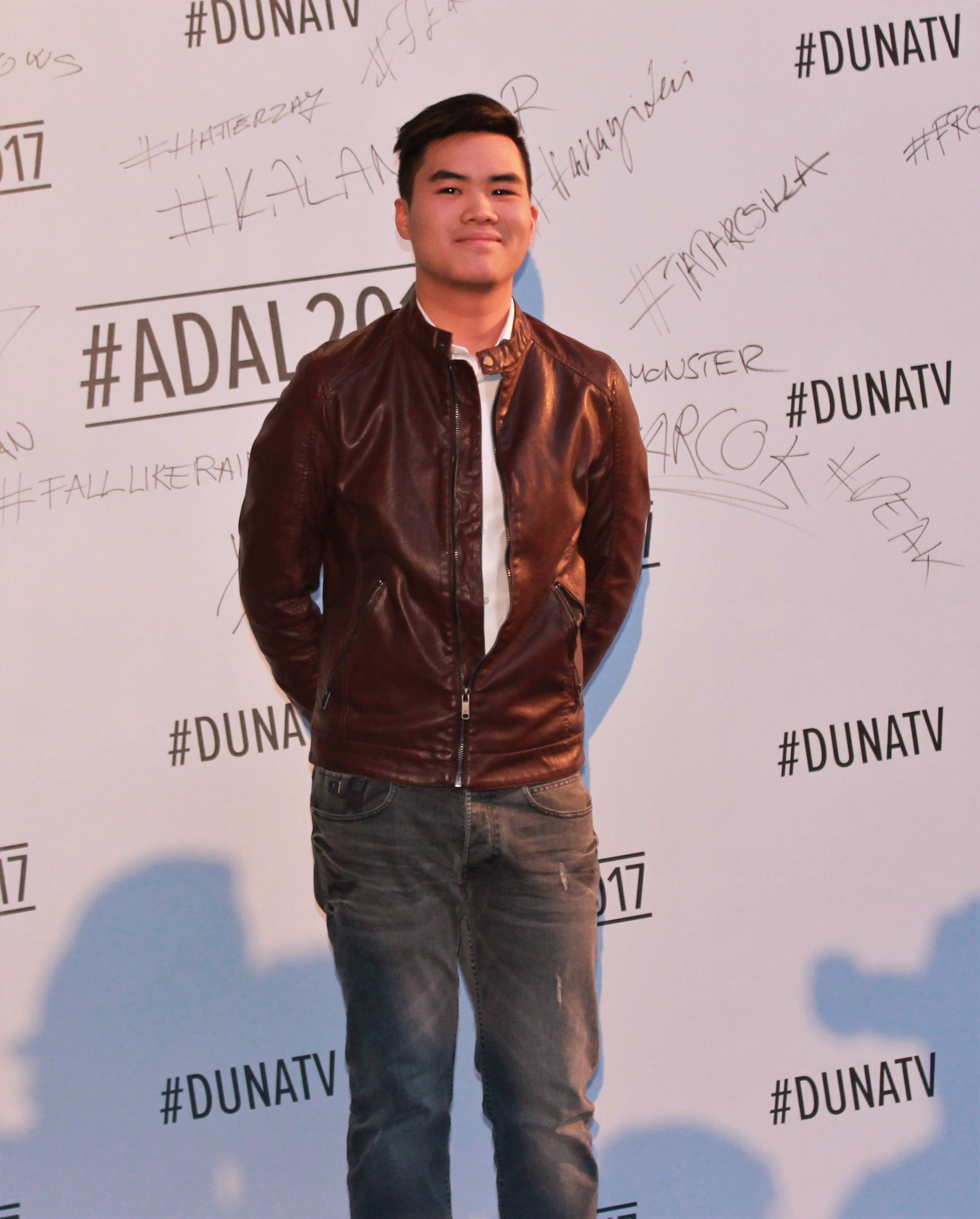
Benji (2017)

Benji (* 9. Dezember 1997 in Budapest; eigentlich Lê Quang Huy) ist ein ungarischer Sänger vietnamesischer Abstammung.

## Leben und Karriere
Erstmals öffentlich bekannt wurde der Sohn vietnamesischer Eltern 2014, als der sechzehnjährig an der Castingshow The X Factor teilnahm. Er schied in der elften Runde aus und erreichte somit den dritten Platz.
2016 war er Teilnehmer am A Dal, dem ungarischen Vorentscheid zum Eurovision Song Contest. Mit dem Lied Kötéltánc erreichte er in der Vorrunde Platz zwei, schied aber im Halbfinale auf dem geteilten letzten Platz aus.
2017 wiederholte er seine Teilnahme beim A Dal, diesmal mit dem Lied Karcok. Nachdem er in der Vorrunde auf Platz sechs nur durch das Televoting weitergekommen war, schied er im Halbfinale auf dem letzten Platz aus.

## Diskographie
- 2015: Atmosphere / Az élet szép
- 2016: Kötéltánc
- 2016: New Day
- 2016: Filteres álmok
- 2017: Karcok